# Bubo coromandus
El búho sombrío, también conocido como búho de Coromandel o búho surasiático (Bubo coromandus) es una especie de ave estrigiforme de la familia Strigidae que vive en bosques tropicales del Subcontinente indio y del Sudeste Asiático.

## Taxonomía
Bubo coromandus fue descrito por John Latham en 1790 a partir de un ejemplar que observó en la Costa de Coromandel. Se describen dos subespecies:
- B. c. coromandus (Latham, 1790) incluye las poblaciones del subcontinente indio además de una pequeña población en el este de China.
- B. c. klossi (Robinson, 1911) se distribuye por Myanmar y Tailandia.

## Descripción
Mide aproximadamente entre 48 y 53 cm, siendo las hembras más grandes y pesadas que los machos. Las partes dorsales son de color gris parduzco con vetas negruzcas y vermiculaciones (rayas onduladas) de color marrón oscuro y blanquecino. Las partes inferiores son de un color gris muy pálido con rayas más oscuras y barras transversales marrones. La cola es de color gris parduzco pálido con puntas blancas y tiene 4-5 barras anchas de color marrón-grisáceo oscuro. El disco facial es blanquecino con vetas oscuras y un borde distintivo, estrecho y oscuro.  El iris de los ojos es de color amarillo brillante. El pico es de color plomo azulado y las garras marrón oscuro. Los prominentes penachos con forma de orejas son de un color marrón grisáceo más oscuro.

## Distribución y hábitat
El búho sombrío vive en el Subcontinente indio, Birmania, Nepal, Tailandia y una pequeña zona en el este de China. Suele frecuentar zonas boscosas tropicales densas, especialmente bosques de mangos y tamarindos, siempre cerca de masas de agua como ríos, arroyos, lagunas y humedales.

## Comportamiento
Aunque no es completamente nocturno, el búho sombrío suele pasar el día descansando a la sombra en una rama o entre el follaje, y se activa aproximadamente una hora antes del atardecer. Se han observado en movimiento y cazando durante el día, especialmente en días nublados, pero nunca durante las horas más brillantes y calurosas. 
Se alimenta principalmente de aves como cuervos, palomas, tórtolas, cotorras, etc; aunque también se alimenta de pequeños mamíferos, reptiles, ranas, peces e insectos.
Generalmente se encuentran en parejas y no se suelen desplazar en largas distancias. Se puede escuchar a estos búhos ululando a todas horas del día, y será más probable hacerlo durante las estaciones lluviosas y frías. La temporada de cría se produce de noviembre a abril. El nido está hecho de palos entre las ramas de un árbol grande, preferiblemente cerca del agua y, a menudo, cerca de asentamientos humana. Generalmente reutilizará este nido año tras año. Normalmente se ponen dos huevos, a veces solo uno. Se ponen con varios días de diferencia por lo que los pollitos terminan teniendo un tamaño muy diferente. Por lo general, solo el más grande y más fuerte sobrevive. Si bien se han observado tanto al macho como a la hembra  empollando  los huevos, es probable que la hembra haga la incubación, y el macho cubrirá brevemente los huevos cuando la hembra abandone el nido por un corto tiempo. Se desconocen los períodos de incubación y cuanto tiempo requieren las crías para abandonar el nido.

## Conservación
Debido a que esta especie tiene una área de distribución bastante amplia la UICN cataloga a esta especie como preocupación menor. Sin embargo, la población del búho sombrío está decreciendo, sobre todo en las zonas más orientales, por lo que será preciso su conservación en un corto periodo de tiempo.

## Fuente
- BirdLife International 2004. Bubo coromandus. 2006 IUCN Red List of Threatened Species.  Consultado el 24 de julio de 2007.

- Datos: Q932473
- Multimedia: Bubo coromandus / Q932473
- Especies: Bubo coromandus